# Dénes Buday

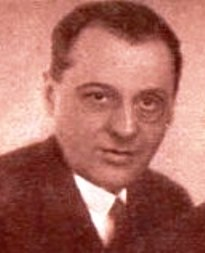
Dénes von Buday

Dénes von Buday (* 8. Oktober 1890 in Budapest; † 19. Oktober 1963 ebenda) war ein ungarischer Filmkomponist.

## Leben
Buday studierte zunächst in Budapest an der Königlich-Ungarischen Musikakademie. In den Jahren 1919 bis 1924 arbeitete er in Wien. Er und sein Freund Albert Hetényi Heidelberg sendeten im Radio Budapest von 1925 bis 1927 die „Lustige Stunde“.
Eines seiner international bekannten Werke ist die Musik zu dem Film Premiere (1937) im Hollywood-Stil.

## Werke

### Oper
- 1919: Lorelei (Premiere in Wien)

### Schauspielmusik
Mit Namen der Theaterautoren
- Imre Harmath: Fogadjunk (1916)
- László Szilágyi: A kék postakocsi (1919)
- Imre Harmath: Adó óda, vagy Pária-ária (1916)
- Imre Harmath: Fohász Vozáryhoz (1916)
- Zsolt Harsányi: Teca meg akar halni (1916) wenige Operette
- Imre Harmath: Menüett (1917) – Musical „idill“ (Szene)
- Gyula Kőváry: A paradicsommadár Komödie (1918)
- Gyula Kőváry: Öt év után (1919)
- Imre Harmath: A haláltánc (1923) – Musical; Regisseur: dr. Géza Erdélyi
- Andor Zsoldos: Császárné! (1924) Einem Akt, Musical
- Zsolt Harsányi: Csengődi harangok (1924) Einem Akt, Musical,
- Elek Erdődy: Pipafüst Musical Scene (1924) Apolló Cabaret
- Imre Harmath: Ki a Tisza vizét issza (1926)
- Ernő Andai, Ernő Innocent-Vince: Diákszerelem (1927)
- Ernő Andai, Ernő Innocent-Vince: Erdélyi diákok (1929)
- Dezső Kellér – Imre Harmath: A csodahajó (1935)
- Dezső Kellér – Imre Harmath: Sonja (1936)
- Dezsp Kellér: Csárdás (1936) Operette
- József Babay: Csodatükör. (1937) Regisseur: Antal Németh. Nemzeti Színház.
- Mihály Szécsén, Kálmán Csathó: Szakítani nehéz dolog (1936)
- László Zalai Szalay: Farsangi esküvő (1939)
- László Szilágyi, Gyula Halász: Három huszár (1940)
- Rudolf Halász: Fityfiritty (1941)
- Egy boldog pesti nyár (1943) (und andere Mitautoren: Mihály Eisemann, Szabolcs Fényes)
- Miklós Tóth, Kálmán Vándor: A tábornokné (1943)
- Gábor von Vaszary: A meztelen lány (1946) Komödie, Regisseur: István Kovács
- József Babay: Három szegény szabólegény (1956)

### Filmmusik
- 1936: Im Sonnenschein (Opernring)[1][2] Carmine Gallone Regisseur
- 1936: Blumen aus Nizza[3][4]; Augusto Genina
- 1937: Mámi (Die alte Dame) János Vásáry
- 1937: Premiere (Das Buch der Liebe, Ich hab’ vielleicht noch nie geliebt[5]) Walter Summers, Géza von Bolváry
- 1938: Varjú a toronyórán
- 1938: 13 kislány mosolyog az égre
- 1938: Az ember néha téved (≈Manchmal die falschen Leute)
- 1939: Tiszavirág[6] Géza von Bolváry
- 1939 Zwischen Strom und Steppe[7][8]
- 1939: Magyar feltámadás[9]
- 1939: Áll a bál
- 1940: Igen vagy nem?
- 1940: Hazafelé
- 1941: Végre
- 1941: Elkésett levél
- 1942: Férfihűség
- 1942: Üzenet a Volgapartról
- 1942: Egy szív megáll
- 1942: Szakítani nehéz dolog (≈Schweren Sachen)[10]
- 1942: Gyávaság
- 1943: Tilos a szerelem
- 1943: Miért?
- 1943: Kalotaszegi Madonna[11]
- 1943: Szerelmi láz (≈Liebe Fieber)
- 1943: Késő
- 1943: Pista tekintetes úr
- 1944: Zörgetnek az ablakon
- 1944: A hangod elkísér
- 1944: Nászinduló
- 1947: Irgendwo in Europa (Valahol Európában) Géza von Radványi
- 1956: ... aber die Verwandten (Ünnepi vacsora)

### Posthum veröffentlichte Musik
- 1999: Ein Hauch von Sonnenschein: A napfény íze (István Szabó)[12]
- 2003: Rosenstrasse (Margarethe von Trotta)

### Bücher
- László Kürti: The Remote Borderland: Transylvania. State University of New York Press, 2001, ISBN 0-7914-5024-4.
- György Székely: Magyar Színházművészeti Lexikon. Akadémiai Kiadó, Budapest 1994, ISBN 963-05-6635-4, S. 888 (online).